# (10380) Berwald
(10380) Berwald (1996 PY7) – planetoida z grupy pasa głównego asteroid okrążająca Słońce w ciągu 4,78 lat w średniej odległości 2,84 j.a. Odkryta 8 sierpnia 1996 roku.